# Mýrdalur
Mýrdalur (isl. „sumpfiges Tal“, isl. Mýrdalshreppur) ist eine isländische Gemeinde in der Region Suðurland.
Am 1. Januar 2023 hatte die Gemeinde 877 Einwohner.

## Geografie
Die Gemeinde, die die Südspitze Islands bildet, grenzt im Norden an den Mýrdalsjökull. Im Westen befindet sich die Gemeinde Rangárþing eystra, im Osten Skaftárhreppur.

## Geschichte
Die Gemeinde entstand am 1. Januar 1984 aus den Landgemeinden Dyrhólahreppur und Hvammshreppur. Zusammen mit der Parlamentswahl am 25. September 2021 findet eine Abstimmung über den Zusammenschluss der Gemeinden Ásahreppur, Mýrdalur, Rangárþing eystra, Rangárþing ytra und Skaftárhreppur statt.

## Orte

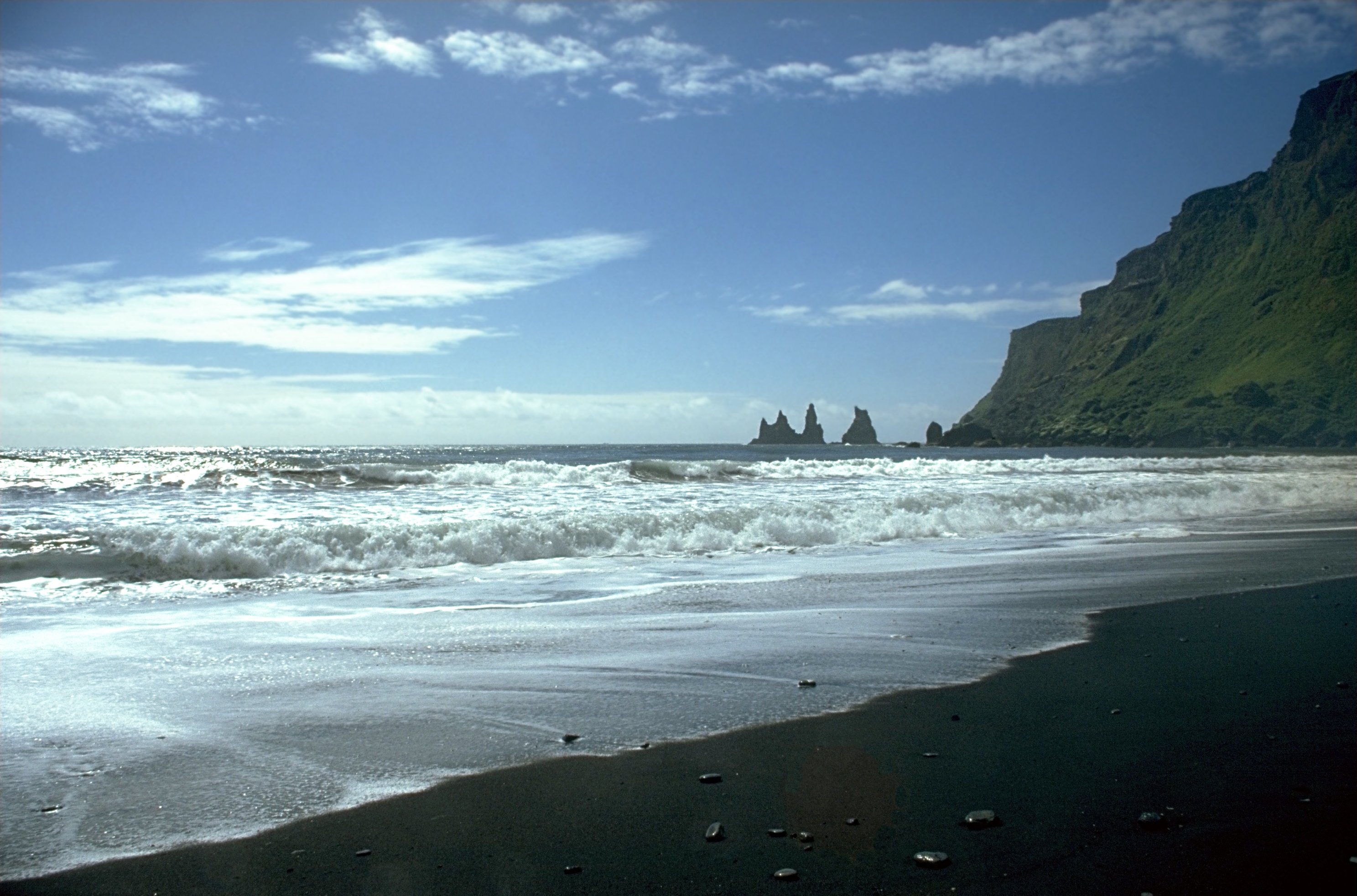
Strand Reynisfjara

Der größte Ort der Gemeinde ist Vík í Mýrdal, der für seinen Strand berühmte südlichste Ort der Insel Island. Der Strand heißt  Reynisfjara.

## Verkehr
Die Gemeinde ist über den Hringvegur erreichbar. Die Entfernung zur Hauptstadt Reykjavík beträgt von Vík í Mýrdal aus etwa 187 Straßenkilometer.